# تپه جنوب علی‌آباد
تپه جنوب علی‌آباد مربوط به دوره ساسانیان است و در شهرستان تویسرکان، بخش قلقل رود، روستای علی‌آباد واقع شده و این اثر در تاریخ ۲۴ اسفند ۱۳۸۳ با شمارهٔ ثبت ۱۱۴۱۷ به‌عنوان یکی از آثار ملی ایران به ثبت رسیده است.